# Tourlaville
Cet article possède un paronyme, voir Tourgéville.
Cet article concerne la commune déléguée ayant pour nom Tourlaville. Pour la commune principale, voir Cherbourg-en-Cotentin.
Tourlaville est une ancienne commune française du département de la Manche et de la région Normandie, peuplée de 16 081 habitants.
Les cinq conseils municipaux de Cherbourg-Octeville, Équeurdreville-Hainneville, La Glacerie, Querqueville et Tourlaville ayant voté le 8 septembre 2015 la fusion de leurs communes respectives, la nouvelle commune prend après cette fusion le 1er janvier 2016, le nom de Cherbourg-en-Cotentin.

## Géographie
Au nord de la péninsule du Cotentin, aux portes du Val de Saire, Tourlaville est en banlieue est du chef-lieu d'arrondissement. La ville est située en bordure de mer, en majeure partie au sein de la grande rade de Cherbourg, à 2,5 km à l'est du centre-ville de Cherbourg et à 15 km à l'ouest de Saint-Pierre-Église.
La commune a perdu une partie de son territoire, d'abord au profit de Cherbourg (actuellement quartier du Val-de-Saire) puis par la scission de La Glacerie en 1901 qui représentait plus de la moitié de sa superficie (18,7 km2).
Au Moyen Âge, la paroisse, très vaste, s'étendait de la Divette jusqu'à Digosville, le Mesnil-au-Val et Brix.
| Cherbourg-Octeville | Mer de la Manche | Digosville |
| Cherbourg-Octeville | Tourlaville      | Digosville |
| La Glacerie         | La Glacerie      | Digosville |

## Toponymie
Le nom de la localité est attesté sous la forme à finale latinisée Torlachvilla en 1063-1066.
Il semble que le nom de Tourlaville ait pour origine la « ville » (au sens ancien de « domaine rural ») d'un certain Thorlakr, nom de personne norrois. L'anthroponyme Thorlakr est basé sur le nom de Thor, le nom du dieu scandinave, suivi de lakr, variation de leikr, « jeu ». Il se rencontre également dans Tout-la-Ville (Torlavilla 1198 ; à Saint-Martin-aux-Chartrains) et dans Tous-les-Mesnils (Toulamesnil 1328 ; Ouville-la-Rivière). Le nom de famille normand Tourlaque subsiste jusqu'au XXe siècle et un sieur de ce nom est à l'origine de la rue Tourlaque, dans le 18e arrondissement de Paris.
Le gentilé est Tourlavillais.

### Microtoponymie
- Bréquécal, avec brekka comme déterminant (pente) et skáli comme déterminé (cabane, baraque, abri provisoire), serait donc la « baraque de la pente », Brekuskáli[7].

## Histoire

### Préhistoire
Le lieu a été fréquenté anciennement comme l'atteste les monuments mégalithiques qui parsemaient son territoire comme les Pierres Couplées dans la lande Saint-Gabriel, les menhirs de Maupas ou le dolmen de Truffert, et dont ils ne subsistent aucun vestiges.

### Antiquité
C'est au Mielles de Tourlaville, qu'à l'été 1829, fut découvert un fanum (sanctuaire gallo-romain), des fondations de plusieurs maisons ainsi que de nombreux vestiges gallo-romain. Le site a été probablement détruit au IVe siècle par des pirates saxons. C'est entre 1828 et 1832, lors des travaux d'aménagement du cordon dunaire autour de l'ancienne redoute, que furent mis au jour un ensemble d'objets appelé « dépôt » des Mielles de Tourlaville. Il se compose d'au moins 22 sujets fragmentaire de figurines en terre blanche : Vénus anadyomènes, déesses-mères, enfant souriant (risus), cavaliers et chevaux, ainsi qu'une statuette dite de Cérès en bronze, de quatre vases miniatures, des fragments de poteries, des pesons  tronconiques en terre cuite, des meules, des embouts de trépied en bronze supportant la vasque d'un braséro, un pendentif, des tuiles, des briques, etc. Le site, d'après le style des figurines et les vases, aurait été occupé entre les années 50 et 250-300. Ce dépôt, domestique, et plutôt aisé, se rapporterait probablement à une villa littorale.

### Moyen Âge
Vers 1060, le duc Guillaume donne à l'évêque de Coutances, Geoffroy de Montbray, les églises de Cherbourg, Tourlaville et Barfleur.

### Temps modernes
La famille de Belleville ouvre vers 1560 la verrerie de Tourlaville, dans la vallée du Trottebec, à la lisière nord de la forêt de Brix. Colbert fusionne cette verrerie avec la Manufacture royale de glaces de miroirs en décembre 1670.

### Époque contemporaine
L'affaire criminelle Mohamed ben Mohamed Kerdjemil a lieu dans la commune et est jugée le 17 juin 1925 par la cour d'assises de la Manche, à Coutances.

## Politique et administration

### Administration municipale
Le conseil municipal était composé de trente-trois membres dont le maire et neuf adjoints.

### Liste des maires
| Période                                  | Période  | Identité            | Étiquette | Qualité         |
| ---------------------------------------- | -------- | ------------------- | --------- | --------------- |
| janvier 2016                             | En cours | Gilbert Lepoittevin | PS        | Technicien DCNS |
| Les données manquantes sont à compléter. |          |                     |           |                 |

### Jumelages
- Northeim (Allemagne) depuis 1967.

## Population et société

### Démographie
L'évolution du nombre d'habitants est connue à travers les recensements de la population effectués dans la commune depuis 1793. À partir du 1er janvier 2009, les populations légales des communes sont publiées annuellement dans le cadre d'un recensement qui repose désormais sur une collecte d'information annuelle, concernant successivement tous les territoires communaux au cours d'une période de cinq ans. 
Pour les communes de plus de 10 000 habitants les recensements ont lieu chaque année à la suite d'une enquête par sondage auprès d'un échantillon d'adresses représentant 8 % de leurs logements, contrairement aux autres communes qui ont un recensement réel tous les cinq ans,.
En 2021, la commune comptait 16 081 habitants, en évolution de +0,63 % par rapport à 2015 (Manche : +0,44 %, France hors Mayotte : +2,49 %).
Au 1er janvier 2010, Tourlaville est la quatrième ville du département de la Manche après Cherbourg-Octeville, Saint-Lô et Équeurdreville-Hainneville.
| 1793  | 1800  | 1806  | 1821  | 1831  | 1836  | 1841  | 1846  | 1851  |
| ----- | ----- | ----- | ----- | ----- | ----- | ----- | ----- | ----- |
| 3 328 | 3 721 | 3 237 | 3 717 | 3 624 | 3 938 | 4 130 | 4 549 | 4 877 |

| 1856  | 1861  | 1866  | 1872  | 1876  | 1881  | 1886  | 1891  | 1896  |
| ----- | ----- | ----- | ----- | ----- | ----- | ----- | ----- | ----- |
| 5 511 | 5 824 | 5 831 | 5 543 | 5 757 | 6 207 | 6 831 | 7 382 | 8 304 |

| 1901  | 1906  | 1911  | 1921  | 1926  | 1931  | 1936  | 1946  | 1954  |
| ----- | ----- | ----- | ----- | ----- | ----- | ----- | ----- | ----- |
| 7 228 | 7 525 | 7 879 | 7 263 | 7 387 | 7 501 | 8 395 | 9 071 | 9 600 |

| 1962   | 1968   | 1975   | 1982   | 1990   | 1999   | 2006   | 2011   | 2016   |
| ------ | ------ | ------ | ------ | ------ | ------ | ------ | ------ | ------ |
| 11 569 | 12 062 | 12 197 | 15 590 | 17 516 | 17 551 | 16 649 | 15 836 | 15 882 |

| 2019   | - | - | - | - | - | - | - | - |
| ------ | - | - | - | - | - | - | - | - |
| 15 995 | - | - | - | - | - | - | - | - |

### Sports et loisirs
L'Association sportive de Tourlaville fait évoluer deux équipes de football en ligue de Basse-Normandie et deux autres en divisions de district.

## Économie
Tourlaville accueille plusieurs industries liées à la construction navale et la métallurgie : les chantiers navals des CMN et de JMV, les bâtiments de Sanmina, les ateliers de Construction métallique de l'Ouest.
Plusieurs zones artisanales et commerciales ont profité de l'étalement urbain de Cherbourg, pour devenir un des plus importants pôles commerciaux de la communauté urbaine de Cherbourg (dissoute en 2016 au profit de la ville de Cherbourg-en-Cotentin), accueillant un hypermarché, des concessionnaires automobiles, des services aux entreprises (Mainco, SMI...).

## Culture locale et patrimoine

### Lieux et monuments
Le château des Ravalet, ou château de Tourlaville, du XVIe siècle, de style Renaissance, bâti à l'emplacement de l'ancien château fort, est la propriété de la commune de Cherbourg depuis 1935. L'édifice est classé au titre des monuments historiques par arrêté du 4 mars 1996, et accueille des expositions et des animations.
L'église Notre-Dame, rue de Verdun, des XIVe – XIXe siècles, qui est dans l'ensemble gothique dont l'avant-porche, et qui comporte des armoiries sur le Clocher. L'édifice abrite une chaire à prêcher du XVIIIe classée au titre objet aux monuments historiques, ainsi qu'un bas-relief des XVe-XVIe-XVIIe et une fontaine à eau bénite du XVIIIe. L'édifice est aujourd'hui rattaché à la nouvelle paroisse Saint-Clair du doyenné de Cherbourg-Hague. Le 31 décembre 1710, Charlotte Odos de Bonniot (1683-1710), fille de Charles Odos de Bonniot, commissaire d'artillerie du roi, sieur de Sainte Marie, et épouse de François Quiévastre, est inhumé dans la nef de l'église. En face de l'avant-porche se dresse l'ancienne croix du cimetière et un tombeau du XVIIIe siècle.
Parmi les autres édifices religieux on recense les églises Notre-Dame du Travail, rue Jean Goubert, l'église Saint-Joseph du XXe siècle, rue de l'Église Saint-Joseph (les Mielles), détruite en 1999 et dont seul le clocher a été conservé, la chapelle Saint-Gabriel attenante au presbytère, les ruines de la chapelle Saint-Maur et l'oratoire de la Bonne Vierge Simmonet.
Le parc paysager de Bagatelle couvre quatre hectares variant espaces aménagés et naturels au centre de la ville.
Le port du Becquet a été construit en 1783 pour le transport des blocs de pierre pour le projet de la grande digue de Louis-Alexandre de Cessart et de La Bretonnière. Il tient son nom des deux pointes rocheuses qui l'encadrent, les becquets. Son originalité tient à sa jetée de pierres sèches et de pierres plates verticales.
La grande zone côtière du Collignon a été aménagée pour accueillir une base de loisirs avec, aux côtés de la seule plage surveillée de l'agglomération, une piscine, un camping, la Maison du littoral et de l'environnement, etc.
Le port, la jetée et le fort des Flamands, au nord-ouest, jouxtent la rade de Cherbourg.
Le bâtiment de l'Intechmer (Institut national des sciences et techniques de la mer) œuvre de l'architecte Jacques Rougerie qui est planté dans les dunes de Collignon.

#### Autres lieux et monuments
- Maison de Belessert, au hameau éponyme, bâtie probablement dans la première moitié du XVIIe siècle, par Gilles Quiévastre (1753-1620), échevin de Cherbourg, avocat, sieur de Belessart (Belessert)[26].
- Ancienne carrière à ciel ouvert de schiste bleu[27]. Gilles de Gouberville (1521-1578), sieur du Mesnil-au-Val s'approvisionne en pierre à couvrir (schiste bleu du Cotentin) dans une carrière située à Tourlaville[28].

### Personnalités liées à la commune
- Marguerite (1586-1603) et Julien (1582-1603) de Ravalet, enfants du seigneur de Tourlaville, exécutés le 2 décembre 1603 en place de Grève pour adultère et inceste. Le film Marguerite et Julien traite d'eux.
- Frédéric Delanoë (Tourlaville, 1789-1861), peintre français.
- Charles Maurice Cabart-Danneville (1846-1918), maire de la commune, député et sénateur.
- François Collas (Tourlaville, 1855 - 1924), militaire.
- Raoul Gain (Tourlaville, 1887-1975), romancier, poète et chroniqueur littéraire
- Augustin Le Maresquier (1910 - Tourlaville, 1972), historien local.
- Pierre Lemarchand (Tourlaville, 1926 - 2008), homme politique.
- Michel Besnier (né en 1945), écrivain, a passé son enfance à Tourlaville.
- Jacques Largouët (Tourlaville, 1945 -), footballeur.
- Cédric Lavanne (né en 1980), athlète, licencié à l'AS Tourlaville.

### Héraldique et logotype

Logo.

| Blason de Tourlaville | Blason  | D'azur à la tour d'argent ouverte et ajourée de sable, au chevron d'or brochant sur le tout. |
| Blason de Tourlaville | Détails | Depuis l'incorporation de la commune dans Cherbourg-en-Cotentin en 2016, le logo reprend celui de cette dernière (le « C » de Cherbourg-en-Cotentin) suivi du nom de la commune déléguée concernée. |